# Aneflomorpha yumae
Aneflomorpha yumae es una especie de escarabajo longicornio del género Aneflomorpha, tribu Elaphidiini, subfamilia Cerambycinae. Fue descrita científicamente por Giesbert y Hovore en 1976.

## Descripción
Mide 10-18 milímetros de longitud.

## Distribución
Se distribuye por Estados Unidos.